# Magisches Viereck

Magisches Viereck der Wirtschaftspolitik

Das Magische Viereck ist in der Volkswirtschaftslehre ein System von vier wirtschaftspolitischen Staatszielen, die gleichzeitig und im selben Umfang erfüllt werden sollen. Es handelt sich um die Ziele Preisniveaustabilität, hoher Beschäftigungsstand, außenwirtschaftliches Gleichgewicht und stetiges und angemessenes Wirtschaftswachstum.
In Deutschland haben diese Staatsziele den Charakter einer Verfassungsnorm, für Österreich sind diese Ziele nicht explizit festgelegt.
Als Weiterentwicklung gilt das Magische Sechseck, das um die Aspekte Umweltschutz und gerechte Einkommensverteilung ergänzt wurde (siehe Varianten).

## Allgemeines
Wirtschaftspolitische Ziele werden für wirtschaftliche und gesellschaftliche Bereiche gesetzt, in denen bereits ungenügende Ergebnisse festgestellt worden sind oder bei denen Fehlentwicklungen befürchtet werden. Die Aufmerksamkeit von Staat, Zentralbank und Sozialpartnern soll dadurch ständig auf diese Ziele hin ausgerichtet werden. Ein Erreichen dieser Ziele würde dem makroökonomischen Gleichgewicht entsprechen.
Das „Magische“ an den vier Zielen besteht darin, dass diese Ziele untereinander gleichrangig sein sollen, aber zueinander in einem Zielkonflikt stehen können. Zielkonflikt bedeutet, dass die Ziele teilweise miteinander unvereinbar sind, was dazu führen kann, dass bei der Erfüllung eines Ziels mindestens ein anderes Ziel ganz oder teilweise nicht erfüllt werden kann. So kann die Erfüllung des Ziels „Wirtschaftswachstum“ die gleichzeitige Erfüllung der „Preisniveaustabilität“ behindern oder unmöglich machen oder die Preisniveaustabilität die Vollbeschäftigung gefährden. Welches Ziel stärker verfolgt wird, hängt dabei auch vom politischen Auftrag der Wähler ab.
„Magisch“ an dem Viereck ist außerdem, dass sich Ziele bei einer Zielharmonie positiv beeinflussen können. Das heißt, dass im Zuge der Verfolgung eines Zieles gleichzeitig auch eine positive Wirkung auf ein anderes Ziel bewirkt wird.

## Rechtliche Verankerung in Deutschland
Das „magische Viereck“ fand als Staatsziel des Gesamtwirtschaftlichen Gleichgewichts Eingang in das Grundgesetz für die Bundesrepublik Deutschland (GG). Nach Art. 109 Abs. 2 GG müssen Bund und Länder den Erfordernissen des gesamtwirtschaftlichen Gleichgewichts Rechnung tragen.
Eine Konkretisierung dieser Verfassungsnorm erfolgte im Juni 1967 durch das Stabilitätsgesetz (StabG). Es schreibt in § 1 StabG unmissverständlich vor, dass die Maßnahmen so zu treffen sind, „dass sie im Rahmen der marktwirtschaftlichen Ordnung gleichzeitig zur Stabilität des Preisniveaus, zu einem hohen Beschäftigungsstand und außenwirtschaftlichem Gleichgewicht bei stetigem und angemessenem Wirtschaftswachstum beitragen“. Beide Rechtsnormen zusammen konkretisieren die ökonomischen Staatsziele. Die Ziele galten ursprünglich gleichberechtigt; durch das Europarecht wurde jedoch vorrangig der Preisniveaustabilität eine herausragende Stellung eingeräumt (vgl. Art. 119 Abs. 2 AEUV). Entsprechend gilt die Gleichrangigkeit beispielsweise nicht für die Geldpolitik der Europäischen Zentralbank (EZB). Preisniveaustabilität ist ihr vorrangiges, den anderen übergeordnetes Ziel. Damit verfolgt die EZB eine Zielhierarchie, aber keine Gleichrangigkeit.

## Probleme der Zielerreichung
In manchen Situationen können Ziele zueinander kongruent sein, das heißt, sie können sich gegenseitig unterstützen, z. B. Wirtschaftswachstum und hohes Beschäftigungsniveau (Okunsches Gesetz), andere sich jedoch gegebenenfalls konkurrierend verhalten (Werte-Inkongruenz), z. B. kurzfristig Preisniveaustabilität und Wirtschaftswachstum oder Preisniveaustabilität und ein hoher Beschäftigungsstand (Phillips-Kurve). Darüber hinaus gibt es die situationsbezogene Zielkonkurrenz, z. B. in einer Rezession möchten die Ziele Preisniveaustabilität und Beschäftigung nicht im Widerspruch stehen, in einer Phase der Hochkonjunktur wirken konkurrierende Ziele zwar ebenso blockierend, stellen aber keine wirtschaftliche Gefährdung dar.

## Messung der Zielerreichung/Indikatoren
Die Umsetzung der im Gesetz formulierten Ziele in messbare Indikatoren ist nicht ohne Weiteres möglich. Die folgenden Indikatoren sollten daher eher als Beispiele einer praktischen Umsetzung verstanden werden und nicht als abschließende Definitionen der verschiedenen Ziele.
Auch das Ziel einer gerechten Einkommensverteilung könnte in den gesetzlichen Zielkatalog aufgenommen werden. Allerdings ist diese Zielvorgabe weniger scharf bestimmbar als die übrigen.

### Beschäftigungsstand
Die Höhe des Beschäftigungsstandes wird oft anhand der Arbeitslosenquote gemessen. Diese praktische Umsetzung der Messung des Zieles „Beschäftigungsstand“ ist allerdings problematisch, da es vorkommen kann, dass sich die Anzahl der Arbeitslosen und der Beschäftigten in die gleiche Richtung entwickeln (z. B. in 2012 und 2013).
{\displaystyle {\text{Arbeitslosenquote}}={\frac {\text{Zahl der registrierten Arbeitslosen}}{{\text{Zahl der zivilen Erwerbstätigen}}+{\text{Arbeitslose}}}}\cdot 100}
Beträgt die statistisch erfasste Arbeitslosenquote weniger als drei Prozent, wird üblicherweise von Vollbeschäftigung gesprochen. Der Anteil darunter wird als „freiwillige“, „friktionelle“ oder „saisonale“ Arbeitslosigkeit erklärt.
Der Verlauf der Arbeitslosigkeit in Deutschland lag während der Großen Depression in den 1920er Jahren bei 14 Prozent. Nach Gründung der beiden deutschen Staaten im Jahre 1949 bestand in der Bundesrepublik Deutschland zunächst eine Arbeitslosenquote von über 10 %, die danach stetig zurückging. Aufgrund des Wirtschaftswunders herrschte von Mitte der 1950er bis Ende der 1950er Jahre Vollbeschäftigung bis hin zu Arbeitskräftemangel. Nach dem Ende des Nachkriegsbooms stieg die Arbeitslosenquote in den 1970er Jahren auf durchschnittlich 4 %, in den 1980er Jahren auf etwa 8 %. Nach der Wiedervereinigung stieg die Arbeitslosenquote weiter an auf bis zu 13 % (2005), seitdem sank sie wieder auf aktuell unter 7 %.

### Wirtschaftswachstum
Mit einem angemessenen Wachstum wird die allgemeine Erhöhung des Wohlstandes eines Landes bezeichnet, die besondere Bedeutung für weniger wohlhabende Bevölkerungsgruppen hat. Ein stetiges Wachstum soll starke Ausschläge in der Entwicklung und Schwankungen in der Beschäftigung vermeiden.
Wirtschaftswachstum liegt vor bei einer Zunahme des realen Bruttonationaleinkommens bzw. des realen Bruttoinlandsprodukts (BIP). In Deutschland war die Menge der produzierten Güter und Dienstleistungen pro Kopf im Jahre 2000 achtundzwanzig Mal so hoch wie 1870.
Die prozentuale Veränderung im Wachstum der Volkswirtschaft wird rückwirkend jeweils einmal pro Quartal erfasst. In Deutschland gelten die Werte von zwei aufeinanderfolgenden Quartalen als Signalgeber. In den USA wird dagegen nur ein Quartalswert genommen und auf das Jahr hochgerechnet.
Phasen besonders starken Wachstums waren in Deutschland die sogenannte Gründerzeit von ca. 1870–1913 und die Zeit des Wirtschaftswunders nach dem Zweiten Weltkrieg. Phasen besonders starker Schwankungen waren die beiden Weltkriege und die Große Depression in den 1920er und 1930er Jahren. In den letzten 100 Jahren war das Wachstum demzufolge nicht durchgängig stetig. Seit Gründung der Bundesrepublik zeigt das Wachstum einen Verlauf, den man eher mit dem Begriff „stetig“ bezeichnen kann. Aber auch in dieser Zeit gab es Dellen (Erste Schwächephase 1966/1967, Ölkrise 1973–1975, Rezessionen 1981/1982 und 1993/1994, Wirtschafts- und Finanzkrise 2008/2009).

### Preisniveaustabilität
Mit Hilfe der Inflationsrate der Konsumentenpreise wird die Preisniveaustabilität gemessen. Es wird ein Warenkorb mit den üblicherweise konsumierten Gütern zusammengestellt, deren Preise monatlich erhoben werden. Vergleicht man das Preisniveau des Warenkorbs mit dem des Vorjahres, so erhält man die Veränderung, die bei positivem Vorzeichen als Inflation und bei negativem Vorzeichen als Deflation bezeichnet wird. Eine Inflationsrate von nahe, aber unter, zwei Prozent pro Jahr wird beispielsweise von der Europäischen Zentralbank als Preisniveaustabilität interpretiert. Diese Angabe lässt allerdings einiges an Interpretationsspielraum.
Preisniveaustabilität bewirkt, dass Geld in einer Marktwirtschaft seine Funktionen als Tauschmittel, Wertspeicher und Recheneinheit wahrnehmen kann.

### Außenwirtschaftliches Gleichgewicht
Als Indikator hierfür wird manchmal die Außenbeitragsquote vorgeschlagen. Sie errechnet sich aus dem Außenbeitrag (= Exporte minus Importe von Waren und Dienstleistungen) dividiert durch das nominale Bruttoinlandsprodukt.
{\displaystyle {\text{Außenbeitragsquote}}={\frac {{\text{Exporte}}-{\text{Importe}}}{\text{nominales Bruttoinlandsprodukt}}}\cdot 100}
Während der Entstehung des Stabilitätsgesetzes in den 1960er Jahren war Deutschland noch in ein System fester Wechselkurse (Bretton-Woods-System) eingebunden. Das außenwirtschaftliche Gleichgewicht bedeutete unter dem damaligen Gesichtspunkt ein Zustand, der die Teilnahme an diesem System nicht gefährdet. Das wurde aber nicht mit der Außenbeitragsquote gemessen, sondern durch die Veränderung der Devisenreserven der Zentralbank, welche in der Zahlungsbilanz erfasst wird. 1973, als sich dann das System der freien Wechselkurse etablierte, wurde dieses Ziel allerdings nicht neu definiert. Das Ziel des außenwirtschaftlichen Gleichgewichts wird deswegen auch oft aus dem Magischen Viereck herausgehalten. Die EU-Kommission geht in den EU-Mitgliedstaaten von einem außenwirtschaftlichen Gleichgewicht aus, solange der Leistungsbilanzüberschuss oder das Leistungsbilanzdefizit innerhalb von 3 Jahren den Schwellenwert von 6 % des Bruttoinlandsprodukts nicht überschreitet.

## Kritik
Die Hauptkritik richtet sich auf die Diskussion um die Zielkonflikte. Dem „magischen Viereck“ wird ein implizierter Zielkonflikt zugeschrieben. Nicht alle Ziele seien gleichzeitig erreichbar, wie es die Entwicklung der wirtschaftlichen Situation in Deutschland in den vergangenen Jahren gezeigt habe. Die Phillips-Kurve beispielsweise suggeriert, dass sich ein stabiles Preisniveau durch eine relativ hohe Arbeitslosenquote erkaufen lasse. Selbst bei flexiblen Wechselkursen (Ziel des außenwirtschaftlichen Gleichgewichts wird erfüllt) könne es zu importierter Inflation kommen (Ziel der Preisniveaustabilität wird verletzt).
Im Jahre 2013 machte das Denkwerk Demokratie, ein von SPD, Grünen und Gewerkschaften getragener Think Tank, den Vorschlag, die vier bisherigen Ziele im magischen Viereck durch die folgenden vier neuen Ziele zu ersetzen:
- materieller Wohlstand und ökonomische Nachhaltigkeit,
- Nachhaltigkeit der Staatstätigkeit und der Staatsfinanzen,
- soziale Nachhaltigkeit,
- ökologische Nachhaltigkeit.

Dieser neue Ansatz geht dabei auf ein im Herbst 2012 von Sebastian Dullien und Till van Treeck erstellte Studie für das Denkwerk Demokratie zurück. Im Dezember 2015 veröffentlichte das Denkwerk Demokratie eine Studie unter dem Titel Das neue Magische Viereck im Realitätscheck. Die neue Studie definiert gegenüber der Studie aus dem Jahr 2013 leicht modifizierte Indikatoren. Nach diesen Messgrößen verschlechterte sich die soziale und ökologische Nachhaltigkeit in den Jahren 2009 bis 2013 in Deutschland kontinuierlich. Unverändert schlägt das Institut vor, mit dem „neuen magischen Viereck“ Wohlstandsentwicklung und Nachhaltigkeit in Deutschland abzubilden.
Die Vorschläge sind allenfalls geeignet, sie als qualitative Ziele in eine Zielhierarchie unterhalb der weiterhin geltenden quantifizierbaren ökonomischen Ziele unterzuordnen.

## Varianten
Von einem magischen Dreieck spricht man bei der Beobachtung der drei Ziele Preisniveaustabilität, Vollbeschäftigung und außenwirtschaftliches Gleichgewicht. Bisweilen ist auch vom magischen Fünfeck, Sechseck, Siebeneck, Achteck oder Neuneck die Rede, wobei dann jeweils das magische Viereck um einen oder mehrere der folgenden Punkte erweitert wird:
- Haushaltsausgleich,
- gerechte Einkommensverteilung und Vermögensverteilung,
- Erhaltung einer lebenswerten Umwelt durch Umweltschutz,
- humane Arbeitsbedingungen
- Sicherung von Ressourcen.

Eine Erweiterung des magischen Vierecks um weitere gleichrangige Ziele würde die geschilderten Schwierigkeiten gegenseitiger Zielkonflikte noch verstärken und die Zielerfüllung noch unwahrscheinlicher machen.